# Salvador Minguijón y Adrián
Salvador Minguijón y Adrián (Calataiud, 23 de juny de 1874 - Saragossa, 15 de juliol de 1959) fou un jurista i historiador del dret aragonès, acadèmic de la Reial Acadèmia de Ciències Morals i Polítiques.

## Biografia
En 1896 es va llicenciar en Filosofia i Lletres a la Universitat de Saragossa i el 1900 en Dret a la Universitat Complutense de Madrid, on s'hi doctorà el 1906 amb un estudi sobre la responsabilitat civil extracontractual.
El 1903 fou notari per oposició a Sabiñán i el 1905 a Brea. Entre 1905 i 1906 treballà com a professor auxiliar de la Facultat de Dret a la Universitat de Saragossa i en febrer de 1907 hi fou contractat com a professor numerari. El 27 d'abril de 1911 obtingué per oposició la càtedra d'Història del Dret a Facultat de Dret de Saragossa, que va exercir fins a 1933. Va estudiar el dret medieval i foral, i com a resultat el 1927 va editar Elementos de Historia del derecho español en 12 toms.
D'ideologia primer carlina i després propera a la democràcia cristiana, va abandonar la Comunió Tradicionalista i fou membre del Partit Social Popular. Durant la dictadura de Primo de Rivera va simpatitzar amb la Unión Patriótica i durant la Segona República Espanyola va simpatitzar amb la CEDA. El 1933 fou nomenat membre del Tribunal de Garanties Constitucionals. En esclatar la guerra civil espanyola marxà a Burgos i s'incorporà al bàndol nacional, però en setembre de 1936 deixà el seu càrrec i es va reincorporar a la seva càtedra. El 10 de novembre de 1938 fou nomenat magistrat del Tribunal Suprem d'Espanya. El 1941 fou nomenat acadèmic de la Reial Acadèmia de Ciències Morals i Polítiques.

## Obres
- Las luchas del periodismo IX, Zaragoza 1908
- Hombres e ideas. Estudios sociales, Zaragoza 1910 .
- La crisis del tradicionalismo en España, Zaragoza 1914.
- Propiedad y trabajo, Zaragoza, 1920.
- Humanismo y nacionalidad, Zaragoza 1929.
- Al servicio de la Tradición, Madrid 1930.
- La función social de la propiedad, Barcelona 1930.
- La crisis de la libertad, Madrid, Semanas Sociales de España, 1934.
- La Democracia, Barcelona 1934.
- La Propiedad, Madrid 1935
- Los apologistas del siglo II, Madrid, Editorial Pax, 1936
- Ideario de Antonio Maura sobre la vida local, Madrid, Instituto de Estudios de Administración Local, 1954.
- Historia del Derecho Español, 1a Edició el 1927
- Filosofía medieval, traducció de Martin Grabmann, Barcelona 1928, Ed. Labor
- Cultura del Renacimiento de Robert. F. Arnold, Barcelona 1928, Ed. Labor
- Santo Tomás de Aquino de Martin Grabmann, Barcelona 1930, Ed. Labor